# Phare du cap du Couedic
Le phare du cap du Couedic (en anglais : Cape du Couedic Lighthouse)  est un phare situé au cap de Couedic sur l'île Kangourou en Australie

## Caractéristiques
Le phare est une tour cylindrique, de couleur pierre, surmontée d'une lanterne blanche et d'un dôme de couleur rouge. Il a une hauteur de 25 mètres et s'élève à 103 mètres au-dessus de l'océan. Sa construction est achevée en 1909.

## Codes internationaux
- ARLHS[2] : AUS-030
- NGA :  8148
- Amirauté[3] : K 2010